# Weston (Connecticut)
Weston è un comune di 10.276 abitanti degli Stati Uniti d'America, situato nella Contea di Fairfield nello Stato del Connecticut.
È la città dove è vissuta ed è morta la cantante Eartha Kitt il 25 dicembre 2008.